# Álea
Az Álea női név az Eulália német rövidülése, ekkor a jelentése: jól, ékesen szóló, de származhat a görög Alea város védőistene, Athéné Alea nevéből is.

## Rokon nevek
Eulália

## Gyakorisága
Az újszülötteknek adott nevek körében az 1990-es években szórványosan fordult elő. A 2000-es és a 2010-es években sem szerepelt a 100 leggyakrabban adott női név között.
A teljes népességre vonatkozóan az Álea sem a 2000-es, sem a 2010-es években nem szerepelt a 100 leggyakrabban viselt női név között.

## Névnapok
február 12., december 10.,